# Sten & Stanley
Sten & Stanley er et svensk danseband der blev dannet i 1962.

## Diskografi
- Guns of Bofors 1963
- I lust och nöd 1965
- Varsågod 1966
- Sten & Stanley's australisk sångbok 1967
- Röd var din mun 1967
- Sten Nilsson 1968
- Sten Nilsson & Sten & Stanleys kör och orkester 1969
- Sten & Stanley Sten Nilsson 1970
- A Touch of Sweden 1970
- Sten Nilsson nu 1971
- Kända låtar i stereo 1972
- Kända låtar i stereo 2 1973
- En god och glad jul 1973
- De' är dans 1974
- Sten & Stanleys bästa bitar 1975
- Bella Bella 1976
- Jambalaya 1977
- Sten Nilsson 1977
- Sten & Stanley's framsida 1977
- Copacabana 1979
- På gång 1980
- På gång 2 1982
- Adios Amor 1983
- Jag har inte tid 1984
- God jul 1984
- Musik, dans & party 1985
- Musik, dans & party 2 1986
- En god och glad jul 1986
- Musik, dans & party 3 1987
- Musik, dans & party 4 1988
- Minnets melodi. Sten & Stanley 1963-1989 1989
- Som ett ljus. Musik, dans & party 5 1990
- Dansparty Sten & Stanley 1991
- Dansparty Sten & Stanley 1991
- Musik, dans & party 6 1991
- Musik, dans & party 7 1992
- På begäran 1989
- Musik, dans & party 8 1993
- Musik, dans & party 9 1994
- Musik, dans & party 10 1995
- Julnatt 1995
- Vågar du så vågar jag. Musik, dans & party 11 1996
- Jag vill vara din, Margareta 1997
- San Diego. 35 år 20 hits 1997
- De tidiga åren 1998
- Bröder 1998
- Stjärnan lyser klar 2000
- Sten & Stanley framsida 2000 2000
- Du är min bästa vän 2001
- Om bara jag får 2001
- Musik, dans & party 94-96 2001
- 40/40 En samling 2002
- Samlade TV-hits 2003
- Sten & Stanley önskefavoriter 2004
- Sten & Stanley då & nu 2006
- Då kommer minnerna 2011
- Sten & Stanleys 20 bästa